# Afronemacheilus abyssinicus
Afronemacheilus abyssinicus is een straalvinnige vissensoort uit de familie van de bermpjes (Nemacheilidae). De wetenschappelijke naam van de soort is voor het eerst geldig gepubliceerd in 1902 door George Albert Boulenger.